# Adriana Maldonado López
Pour les articles homonymes, voir Maldonado et López.
Adriana Maldonado López, née le 9 janvier 1990 à Pampelune, est une femme politique espagnole.
Membre du Parti socialiste ouvrier espagnol, elle siège au Parlement européen de 2019 à 2023. Elle est élue aux Cortes Generales lors des élections générales espagnoles de 2023.